# Apocynaceae
Le Apocinacee (Apocynaceae Juss., 1789) sono una famiglia di piante angiosperme dicotiledoni dell'ordine Gentianales. La famiglia comprende prevalentemente piante succulente degli ambienti tropicali e subtropicali. In questa famiglia rientrano anche l'oleandro, la pervinca e la pomelia, specie comuni delle zone temperate.

## Descrizione
La famiglia comprende specie erbacee o arbustive, con foglie opposte a margine intero, provviste talora di rudimentali stipole.
 
I fiori, attinomorfi ed ermafroditi, possiedono un calice gamosepalo, cioè con sepali fusi alla base in varia misura, e una corolla gamopetala imbutiforme, con la fauce provvista di appendici, che rappresentano una caratteristica distintiva della famiglia. L'androceo è formato da 5 stami, mentre il gineceo è costituito da 2 a 5 carpelli saldati a formare un ovario supero o semi-infero.
La formula fiorale più frequente è:
- K (5), [C (5), A 5], G (2)

Il frutto può essere una capsula, una bacca, un follicolo o una drupa. I semi sono spesso provvisti di un ciuffo di peli che ne facilita la disseminazione anemocora, cioè affidata al vento.

### Polline
Il polline delle Apocynaceae può presentarsi in forme di aggregazione diverse nelle varie sottofamiglie (vedi sotto Tassonomia).
Nelle maggior parte delle specie delle sottofamiglie Rauvolfioideae e Apocynoideae il polline si presenta aggregato in semplici strutture granulari, che prendono il nome di monadi (granuli singoli) o tetradi (granuli a gruppi di 4). La maggior parte delle Periplocoideae produce tetradi polliniche, presenti in numero di quattro per ogni antera; in alcuni generi (p.es. Decalepis, Epistemma) le tetradi sono agglutinate a formare dei piccoli ammassi globulari (dette pollinii o pollinodii), simili a quelli descritti nelle Orchidaceae; tanto le tetradi che i pollinii sono esposti, dopo l'antesi, in strutture specializzate dette traslatori, costituite da una struttura di supporto a forma di cucchiaio munita di un disco adesivo.
I fiori delle Asclepiadoideae producono cinque pollinari, ciascuno con due pollinii ricoperti da una membrana esterna; ciascun pollinio è connesso ad un corpuscolo a forma di gancio, che ne favorisce l'aggancio al corpo degli impollinatori. 
L'organizzazione del polline nei fiori delle Secamonoideae è molto simile a quella delle Asclepiadoideae, ma sono presenti quattro pollinii anziché due.

## Ecologia
Alcuni alcaloidi tossici (cardenolidi) prodotti dalle Apocynaceae, sono utilizzati da alcuni lepidotteri e coleotteri come metodo di difesa "chimica" contro gli aggressori. In questi insetti, la proteina bersaglio dei cardenolidi, una pompa Na+/K+ ATP dipendente (ATPα), presenta una sequenza amminoacidica modificata, che consente all'animale il sequestro e l'accumulo della tossina all'interno dei propri tessuti, senza alcuna conseguenza.

## Tassonomia
La distinzione tra Apocynaceae e Asclepiadaceae, fino ad allora unite in un unico raggruppamento (Apocineae Jussieu, 1789), fu introdotta nel 1810 dal botanico inglese Robert Brown, sulla base della presenza, nel fiore delle Asclepiadaceae, di aggregati globulari di polline organizzati in pollinii. 
Tale distinzione è rimasta in uso per quasi 200 anni, ed è stata mantenuta anche dal Sistema Cronquist (1988), nonostante fosse divenuto evidente che, in base a molti altri caratteri morfologici, i taxa più evoluti delle Apocynaceae siano più simili alle Asclepiadaceae di quanto non somiglino ai membri più "basali" della loro stessa famiglia.
Per arrivare a una classificazione più rispondente alle evidenze morfologiche, bisognerà aspettare i risultati dei primi studi con approccio filogenetico, che porteranno nel 2000 alla pubblicazione di una revisione in cui le due famiglie vengono riunificate e suddivise in cinque sottofamiglie: le due in cui tradizionalmente erano suddivise le Apocynaceae (Rauvolfioideae e Apocynoideae) e le tre delle Asclepiadaceae (Periplocoideae, Secamonoideae e Asclepiadoideae). Le tre sottofamiglie principali vengono a loro volta suddivise in 17 tribù: nove per le Rauvolfioideae (Alstonieae, Vinceae, Willughbeieae, Tabernaemontaneae, Melodineae, Hunterieae, Plumerieae, Carisseae e Alyxieae), cinque per le Apocynoideae (Apocyneae, Echiteae, Malouetieae, Mesechiteae e Wrightieae) e tre per le Asclepiadoideae (Asclepiadeae, Ceropegieae e Marsdenieae). La classificazione APG II (2003) accoglie sostanzialmente queste acquisizioni, includendo nella famiglia Apocynaceae anche i generi in precedenza attribuiti alle Asclepiadaceae.
Tra il 2000 e il 2007, vengono pubblicati numerosi studi basati sulla analisi degli acidi nucleici, che senza mettere in discussione l'impianto centrale della classificazione precedente, approfondiscono le relazioni intergeneriche e ridisegnano i confini tra le varie tribù e all'interno delle stesse. I risultati di questi studi vengono sistematizzati in una revisione di Endress et al. (2007), in cui viene ridefinita la collocazione di numerosi generi e vengono proposte quattro nuove tribù : Aspidospermeae tra le Rauvolfioideae, Baisseinae, Nerieae e Odontadenieae nelle Apocynoideae; all'interno delle Asclepiadoideae, vengono inoltre riconosciute 12 sottotribù (quattro in Ceropegieae e otto in Asclepiadeae), mentre la definizione delle sottotribù nelle Rauvolfioideae e nelle Apocynoideae rimane ancora incerta.
Tra il 2008 e il 2013 vengono ulteriormente approfondite le linee filogenetiche delle varie tribù e nel 2014 si arriva ad una nuova revisione tassonomica che suddivide le tre maggiori sottofamiglie in 25 tribù e 49 sottotribù (Endress 2014).
Alla luce di tali conoscenze, la famiglia delle Apocynaceae comprende pertanto 366 generi così suddivisi:

### Rauvolfioideae
Sottofamiglia Rauvolfioideae Kostel., 1834 (11 tribù, 17 sottotribù, 79 generi)
- Tribù Aspidospermateae Miers, 1878
  - Aspidosperma Mart. & Zucc., 1924
  - Geissospermum Allemão, 1846
  - Haplophyton A.DC., 1844 
  - Microplumeria Baill., 1899
  - Strempeliopsis Benth., 1876
  - Vallesia Ruiz & Pav., 1794
- Tribù Alstonieae G. Don, 1837
  - Alstonia R. Br., 1810
  - Dyera Hook. F., 1882
- Tribù Vinceae Duby, 1828
  - Sottotribù Kopsiinae Leeuwenb., 1994
    - Kopsia Blume, 1823

  - Sottotribù Ochrosiinae Pichon ex Boiteau, 1981
    - Ochrosia Juss, 1789

  - Sottotribù Tonduziinae M.E. Endress, 2014
    - Laxoplumeria Markgr., 1926
    - Tonduzia Pittier, 1908

  - Sottotribù Vincinae M.E. Endress, 2014
    - Vinca L., 1853

  - Sottotribù Catharanthinae Pichon ex Boiteau, 1981
    - Catharanthus G. Don, 1837
    - Kamettia Kostel., 1834
    - Petchia Livera, 1926

  - Sottotribù Rauvolfiinae Benth. & Hook.f., 1876
    - Rauvolfia L., 1753
- Tribù Willughbeieae A.DC., 1844
  - Sottotribù Leuconotidinae Pichon ex Leeuwenb., 1994
    - Bousigonia Pierre, 1898
    - Cyclocotyla Stapf, 1908
    - Leuconotis Jack, 1823

  - Sottotribù Willughbeiinae A.DC., 1844
    - Willughbeia Roxb., 1820

  - Sottotribù Lacmelleinae Pichon ex Leeuwenb., 1994
    - Couma Aubl., 1775
    - Hancornia Gomes, 1803
    - Lacmellea H. Karst., 1857
    - Parahancornia Ducke, 1922

  - Sottotribù Landolphiinae K. Schum., 1895
    - Ancylobotrys Pierre, 1898
    - Chamaeclitandra (Stapf) Pichon, 1953
    - Clitandra Benth., 1849
    - Cylindropsis Pierre, 1898
    - Dictyophleba Pierre, 1898
    - Landolphia P. Beauv., 1804
    - Orthopichonia H. Huber, 1962
    - Pacouria Aubl., 1775
    - Saba (Pichon) Pichon, 1953
    - Vahadenia Stapf, 1902
- Tribù Tabernaemontaneae G. Don, 1838
  - Sottotribù Ambelaniinae A.O. Simões & M.E. Endress, 2010
    - Ambelania Aubl., 1775
    - Macoubea Aubl., 1775
    - Molongum Pichon, 1948
    - Mucoa Zarucchi, 1988
    - Neocouma Pierre, 1898
    - Rhigospira Miers, 1878
    - Spongiosperma Zarucchi, 1988

  - Sottotribù Tabernaemontaninae A.DC., 1844
    - Callichilia Stapf, 1902
    - Calocrater K. Schum., 1895
    - Carvalhoa K. Schum., 1895
    - Crioceras Pierre, 1897
    - Schizozygia Baill., 1888
    - Tabernaemontana L., 1753
    - Tabernanthe Baill., 1888
    - Voacanga Thouars, 1806
- Tribù Melodineae G. Don, 1837
  - Diplorhynchus Welw. ex Ficalho & Hiern., 1881
  - Craspidospermum Bojer ex A. DC., 1844
  - Melodinus J.R. Forst. & G. Forst., 1776
  - Pycnobotrya Benth., 1876
  - Stephanostegia Baill., 1888
- Tribù Hunterieae Miers, 1878
  - Gonioma E. Mey., 1938
  - Hunteria Roxb., 1824
  - Picralima Pierre, 1896
  - Pleiocarpa Benth., 1876
- Tribù Amsonieae M.E. Endress, 2014
  - Amsonia Walter, 1788
- Tribù Alyxieae G. Don, 1837
  - Sottotribù Condylocarpinae Pichon ex Leeuwenb., 1994
    - Chilocarpus Blume, 1895
    - Condylocarpon Desf., 1822
    - Plectaneia Thouars, 1806

  - Sottotribù Alyxiinae A.DC., 1844
    - Alyxia Banks ex R. Br., 1810
    - Lepinia Decne., 1849
    - Lepiniopsis Valeton, 1895
    - Pteralyxia K. Schum., 1895
- Tribù Plumerieae E. Mey., 1838
  - Sottotribù Allamandinae A.DC., 1844
    - Allamanda L., 1771

  - Sottotribù Plumeriinae Pichon ex Leeuwenb., 1994
    - Himatanthus Willd. ex. Schult., 1819
    - Mortoniella Woodson, 1939
    - Plumeria L., 1753

  - Sottotribù Thevetiinae A.DC., 1844
    - Anechites Griseb., 1861
    - Cameraria L., 1753
    - Cerbera L., 1753
    - Cerberiopsis Viell. ex Pancher & Sébert, 1874
    - Skytanthus Meyen, 1834
    - Thevetia L., 1758
- Tribù Carisseae Dumort, 1829
  - Acokanthera G. Don, 1838
  - Carissa L., 1767

### Apocynoideae
Sottofamiglia Apocynoideae Burnett, 1835 (9 tribù, 17 sottotribù, 82 generi)
- Tribù Wrightieae G. Don, 1837
  - Pleioceras Baill., 1888
  - Stephanostema K. Schum., 1904
  - Wrightia R. Br., 1810
- Tribù Nerieae Baill., 1889
  - Sottotribù Neriinae Benth. & Hook.f., 1876
    - Adenium Roem. & Schult., 1819
    - Nerium L., Sp. Pl. 1: 209 (1753

  - Sottotribù Alafiinae Pichon ex Leeuwenb., 1994
    - Alafia Thouars, 1806
    - Isonema R. Br., 1810
    - Farquharia Stapf, 1912
    - Strophanthus DC., 1802
- Tribù Malouetieae Müll. Arg., 1860
  - Sottotribù Galactophorinae Pichon ex M.E. Endress, 2014
    - Galactophora Woodson, 1932

  - Sottotribù Pachypodiinae Pichon ex Leeuwenb., 1994
    - Neobracea Britton, 1920
    - Pachypodium Lindl., 1830

  - Sottotribù Malouetiinae Pichon, 1950
    - Allowoodsonia Markgr., 1967
    - Carruthersia Seem., 1866
    - Eucorymbia Stapf, 1903
    - Funtumia Stapf, 1899
    - Holarrhena R. Br., 1810
    - Kibatalia G. Don, 1837
    - Malouetia A. DC., 1844
    - Malouetiella Pichon, 1952
    - Mascarenhasia A. DC., 1844
    - Spirolobium Baill., 1889
- Tribù Rhabdadenieae Pichon ex M.E. Endress, 2014
  - Rhabdadenia Müll. Arg., 1860
- Tribù Echiteae Bartl., 1830
  - Sottotribù Pentalinoninae Pichon ex M.E. Endress, 2014
    - Angadenia Miers, 1878
    - Pentalinon Voigt, 1845
    - Salpinctes Woodson, 1931

  - Sottotribù Peltastinae Pichon ex M.E. Endress, 2014
    - Asketanthera Woodson, 1932
    - Macropharynx Rusby, 1927
    - Peltastes Woodson, 1932
    - Temnadenia Miers, 1878

  - Sottotribù Echitinae Kitt., 1843
    - Bahiella J. F. Morales, 2006
    - Echites P. Browne, 1756
    - Fernaldia Woodson, 1932

  - Sottotribù Prestoniinae Pichon ex M.E. Endress, 2014
    - Hylaea J. F. Morales, 1999
    - Laubertia A. DC., 1844
    - Prestonia R. Br., 1810
    - Rhodocalyx Müll. Arg., 1860

  - Sottotribù Parsonsiinae Benth. & Hook.f., 1876
    - Artia Guillaumin, 1941
    - Ecua Middleton, 1996
    - Parsonsia R. Br., 1810
    - Thenardia Kunth, 1819
    - Thoreauea J.K. Williams, 2002
- Tribù Odontadenieae Miers, 1878
  - Cycladenia Benth., 1849
  - Elytropus Müll. Arg., 1860
  - Odontadenia Benth., 1841
  - Pinochia B.F. Hansen & M.E. Endress, 2007
  - Stipecoma Müll. Arg., 1860
  - Secondatia A. DC., 1844
  - Thyrsanthella (Baill.) Pichon, 1948
- Tribù Mesechiteae Miers, 1878
  - Allomarkgrafia Woodson, 1932
  - Forsteronia G. Mey., 1818
  - Mandevilla Lindl., 1840
  - Mesechites Müll. Arg., 1860
  - Tintinnabularia Woodson, 1936
- Tribù Apocyneae Rchb., 1831
  - Sottotribù Beaumontiinae Pichon ex M.E. Endress, 2014
    - Beaumontia Wall., 1824
    - Parepigynum Tsiang & P.T. Li, 1973
    - Vallaris Burm. f., 1768

  - Sottotribù Papuechitinae Pichon ex M.E. Endress, 2014
    - Anodendron A.DC., 1844
    - Ixodonerium Pit., 1933
    - Papuechites Markgr., 1927

  - Sottotribù Amphineuriinae Pichon ex M.E. Endress, 2014
    - Amphineurion (A.DC.) Pichon, 1948
    - Sindechites Oliv., 1888
    - Streptoechites D.J. Middleton & Livsh.,2012

  - Sottotribù Apocyinae Pichon ex Leeuwenb., 1994
    - Apocynum L., 1753
    - Cleghornia Wight, 1848

  - Sottotribù Urceolinae Pichon ex M.E. Endress, 2014
    - Aganonerion Pierre ex Spire, 1905
    - Parameria Benth. in Benth. & Hook.f., 1876
    - Urceola Roxb., 1799

  - Sottotribù Chonemorphinae Pichon ex M.E. Endress, 2014
    - Chonemorpha G. Don, 1837
    - Trachelospermum Lem., 1851
    - Vallariopsis Woodson, 1936

  - Sottotribù Ichnocarpinae Benth. & Hook.f., 1876
    - Aganosma (Blume) G. Don, 1837
    - Amalocalyx Pierre, 1898
    - Baharuia Middleton, 1995
    - Epigynum Wight, 1848
    - Ichnocarpus R. Br., 1810
    - Micrechites Miq., 1857
    - Pottsia Hook. & Arn., 1837
- Tribù Baisseeae M.E. Endress, 2007
  - Baissea A.DC., 1844
  - Dewevrella De Wild., 1907
  - Motandra A.DC., 1844
  - Oncinotis Benth., 1849

### Periplocoideae
Sottofamiglia Periplocoideae Endl., 1838 (33 generi)
- Atherandra Decne., 1844
- Baroniella Costantin & Gallaud, 1907
- Baseonema Schltr. & Rendle, 1896
- Batesanthus N.E. Br., 1896
- Buckollia Venter & R.L. Verh., 1994
- Camptocarpus Decne., 1844
- Cryptolepis R.Br., 1810
- Cryptostegia R.Br., 1820
- Decalepis Wight & Arn., 1834
- Ectadium E. Mey., 1838
- Epistemma D.V. Field & J.B. Hall, 1982
- Finlaysonia Wall., 1831
- Gymnanthera R.Br., 1810
- Hemidesmus R.Br., 1810
- Ischnolepis Jum. & H. Perrier, 1909
- Kappia Venter, A.P. Dold & R.L. Verh., 2006
- Maclaudia Venter & R. L. Verh., 1994
- Mondia Skeels, 1911
- Myriopteron Griff., 844
- Parquetina Baill., 1889
- Pentopetia Decne., 1844
- Periploca L., 1753
- Petopentia Bullock, 1954
- Phyllanthera Blume, 1827
- Raphionacme Harv., 1842
- Sacleuxia Baill., 1890
- Sarcorrhiza Bullock, 1962
- Schlechterella K. Schum., 1899
- Stomatostemma N.E. Br., 1902
- Streptocaulon Wight & Arn., 1834
- Tacazzea Decne., 1844
- Telectadium Baill., 1889
- Zygostelma Benth., 1876

### Secamonoideae
Sottofamiglia Secamonoideae Endl., 1838 (8 generi)
- Calyptranthera Klack., 1996
- Genianthus Hook. f., 1883
- Goniostemma Wight, 1834
- Pervillaea Decne., 1844
- Secamone R. Br., 1810
- Secamonopsis Jum., 1908
- Toxocarpus Wight & Arn., 1834
- Trichosandra Decne., 1844

### Asclepiadoideae
Sottofamiglia Asclepiadoideae R. Br. ex Burnett, 1835 (5 tribù, 15 sottotribù, 164 generi)
- Tribù Fockeeae H. Kunze, Meve & Liede, 1994
  - Cibirhiza Bruyns, 1988
  - Fockea Endl., 1839
- Tribù Eustegieae Rchb. ex Liede & Meve, 2014
  - Emicocarpus K. Schum. & Schltr., 1900
  - Eustegia R. Br., 1810
- Tribù Marsdenieae Benth., 1868
  - Anatropanthus Schltr., 1908
  - Anisopus N.E. Br., 1895
  - Asterostemma Decne., 1838
  - Campestigma Pierre ex Costantin, 1912
  - Cathetostemma Blume, 1849
  - Cionura Griseb., 1844
  - Cosmostigma Wight, 1834
  - Dischidia R.Br., 1810
  - Dolichopetalum Tsiang, 1973
  - Gongronema (Endl.) Decne., 1844
  - Gunnessia P.I. Forst., 1990
  - Gymnema R.Br., 1810
  - Heynella Backer, 1950
  - Hoya R. Br., 1810
  - Jasminanthes Blume, 1850
  - Lygisma Hook. f., 1883
  - Marsdenia R.Br., 1810
  - Oreosparte Schltr., 1916
  - Pycnorhachis Benth., 1876
  - Rhyssolobium E. Mey., 1838
  - Sarcolobus R.Br., 1810
  - Stephanotis Thouars, 1806
  - Stigmatorhynchus Schltr., 1913
  - Telosma Coville, 1905
  - Treutlera Hook. f., 1883
  - Wattakaka Hassk., 1857
- Tribù Ceropegieae Decne. ex Orb.,1843
  - Sottotribù Heterostemminae Meve & Liede, 2004
    - Heterostemma Wight & Arn., 1834

  - Sottotribù Leptadeniinae Meve & Liede, 2004
    - Conomitra Fenzl, 1839
    - Leptadenia R. Br., 1810
    - Orthanthera Wight, 1834
    - Pentasachme Wall., 1834

  - Sottotribù Anisotominae Meve & Liede, 2004
    - Anisotoma Fenzl, 1844
    - Emplectanthus N.E. Br., 1908
    - Neoschumannia Schltr., 1905
    - Riocreuxia Decne., 1844
    - Sisyranthus E. Mey., 1838

  - Sottotribù Stapeliinae G. Don, 1837
    - Anomalluma Plowes, 1993
    - Apteranthes J.C. Mikan, 1835
    - Australluma Plowes, 1995
    - Baynesia Bruyns, 2000
    - Boucerosia Wight & Arn., 1834
    - Brachystelma Sims, 1822
    - Caralluma R. Br., 1810
    - Caudanthera Plowes, 1995
    - Ceropegia L., 1753
    - Desmidorchis Ehrenb., 1832
    - Duvalia Haw., 1812
    - Duvaliandra M.G. Gilbert, 1980
    - Echidnopsis Hook. f., 1871
    - Edithcolea N.E. Br., 1895
    - Hoodia Sweet ex Decne., 1844
    - Huernia R. Br., 1810
    - Larryleachia Plowes, 1996
    - Lavrania Plowes, 1986
    - Monolluma Plowes, 1995
    - Notechidnopsis Lavranos & Bleck, 1985
    - Ophionella Bruyns, 1981
    - Orbea Haw., 1812
    - Orbeanthus L.C. Leach, 1978
    - Pectinaria Haw., 1819
    - Piaranthus R.Br., 1810
    - Pseudolithos P.R.O. Bally, 1965
    - Quaqua N.E. Br., 1879
    - Rhytidocaulon P.R.O. Bally, 1962
    - Richtersveldia Meve & Liede, 2002
    - Socotrella Bruyns & A.G. Miller, 2002
    - Stapelia L., 1753
    - Stapelianthus Choux ex White & Sloane, 1933
    - Stapeliopsis Pillans, 1928
    - Tavaresia Welw., 1854
    - Tridentea Haw., 1812
    - Tromotriche Haw., 1812
    - Whitesloanea Chiov., 1937
- Tribù Asclepiadeae Duby, 1828
  - Sottotribù Astephaninae Endl. ex Meisn., 1840
    - Astephanus R.Br., 1810
    - Microloma R.Br., 1810
    - Oncinema Arn., 1834

  - Sottotribù Asclepiadinae Endl. ex Meisn., 1840
    - Aidomene Stopp, 1967
    - Asclepias L., 1753
    - Aspidoglossum E. Mey., 1838
    - Aspidonepsis Nicholas & Goyder, 1992
    - Calciphila Liede & Meve, 2006
    - Calotropis R.Br., 1810
    - Cordylogyne E. Mey., 1838
    - Fanninia Harv., 1868
    - Glossostelma Schltr., 1895
    - Gomphocarpus R.Br., 1810
    - Kanahia R.Br., 1810
    - Margaretta Oliv., 1875
    - Miraglossum Kupicha, 1984
    - Odontostelma Rendle, 1894
    - Oxystelma R.Br., 1810
    - Pachycarpus E. Mey., 1838
    - Parapodium E. Mey., 1838
    - Pergularia L., 1767
    - Schizoglossum E. Mey., 1838
    - Solenostemma Hayne, 1825
    - Stathmostelma K. Schum., 1893
    - Stenostelma Schltr., 1894
    - Trachycalymma (K. Schum.) Bullock, 1953
    - Woodia Schltr., 1894
    - Xysmalobium R.Br., 1810

  - Sottotribù Cynanchinae K. Schum., 1895
    - Adelostemma Hook. f., 1883
    - Cynanchum L., 1753
    - Glossonema Decne., 1838
    - Graphistemma (Champ. ex Benth.) Champ. ex Benth., 1876
    - Holostemma R.Br., 1810
    - Mahawoa Schltr., 1916
    - Metaplexis R. Br., 1810
    - Odontanthera Wight, 1838
    - Pentarrhinum E. Mey., 1838
    - Raphistemma Wall., 1831
    - Schizostephanus Hochst. ex Benth., 1876
    - Seshagiria Ansari & Hemadri, 1971
    - Sichuania M.G. Gilbert & P.T. Li, 1995

  - Sottotribù Tylophorinae K. Schum., 1895
    - Merrillanthus Chun & Tsiang, 1941
    - Pentastelma Tsiang & P.T. Li, 1974
    - Pentatropis R. Br. ex Wight & Arn., 1834
    - Vincetoxicum Wolf, 1776

  - Sottotribù Pentacyphinae Liede & Meve, 2014
    - Pentacyphus Schltr., 1906

  - Sottotribù Diplolepinae Liede & Meve, 2014
    - Diplolepis R.Br., 1810

  - Sottotribù Orthosiinae Liede & Rapini, 2005
    - Jobinia E. Fourn., 1885
    - Monsanima Liede & Meve, 2013
    - Orthosia Decne., 1844
    - Scyphostelma Baill., 1890

  - Sottotribù Metastelmatinae Endl. ex Meisn., 1840
    - Barjonia Decne., 1844
    - Blepharodon Decne., 1844
    - Ditassa R.Br., 1810
    - Hemipogon Decne., 1844
    - Hypolobus E. Fourn., 1885
    - Metastelma R.Br., 1810
    - Minaria T.U.P. Konno & Rapini, 2006
    - Nautonia Decne., 1844
    - Nephradenia Decne., 1844
    - Peplonia Decne., 1844
    - Petalostelma E. Fourn., 1885
    - Rhyssostelma Decne., 1844

  - Sottotribù Tassadiinae Liede & Meve, 2014
    - Stenomeria Turcz., 1852
    - Tassadia Decne., 1844

  - Sottotribù Oxypetalinae E. Fourn., 1878
    - Araujia Brot., 1817
    - Funastrum E. Fourn., 1882
    - Morrenia Lindl., 1838
    - Oxypetalum R.Br., 1810
    - Philibertia Kunth, 1818
    - Tweedia Hook. & Arn., 1834
    - Widgrenia Malme, 1900

  - Sottotribù Gonolobinae G. Don ex Liede, 1997
    - Fischeria DC., 1813
    - Gonolobus Michx., 1803
    - Gyrostelma E. Fourn., 1885
    - Ibatia Decne., 1844
    - Lachnostoma Kunth, 1818
    - Macroscepis Kunth, 1818
    - Matelea Aubl., 1775
    - Phaeostemma E. Fourn., 1885
    - Pherotrichis Decne., 1838
    - Pseudolachnostoma Morillo, 2012
    - Rhytidostemma Morillo, 2013
    - Rojasia Malme, 1905
    - Schubertia Mart., 1824
    - Stelmagonum Baill., 1890
    - Tylodontia Griseb., 1866

### Alcune specie

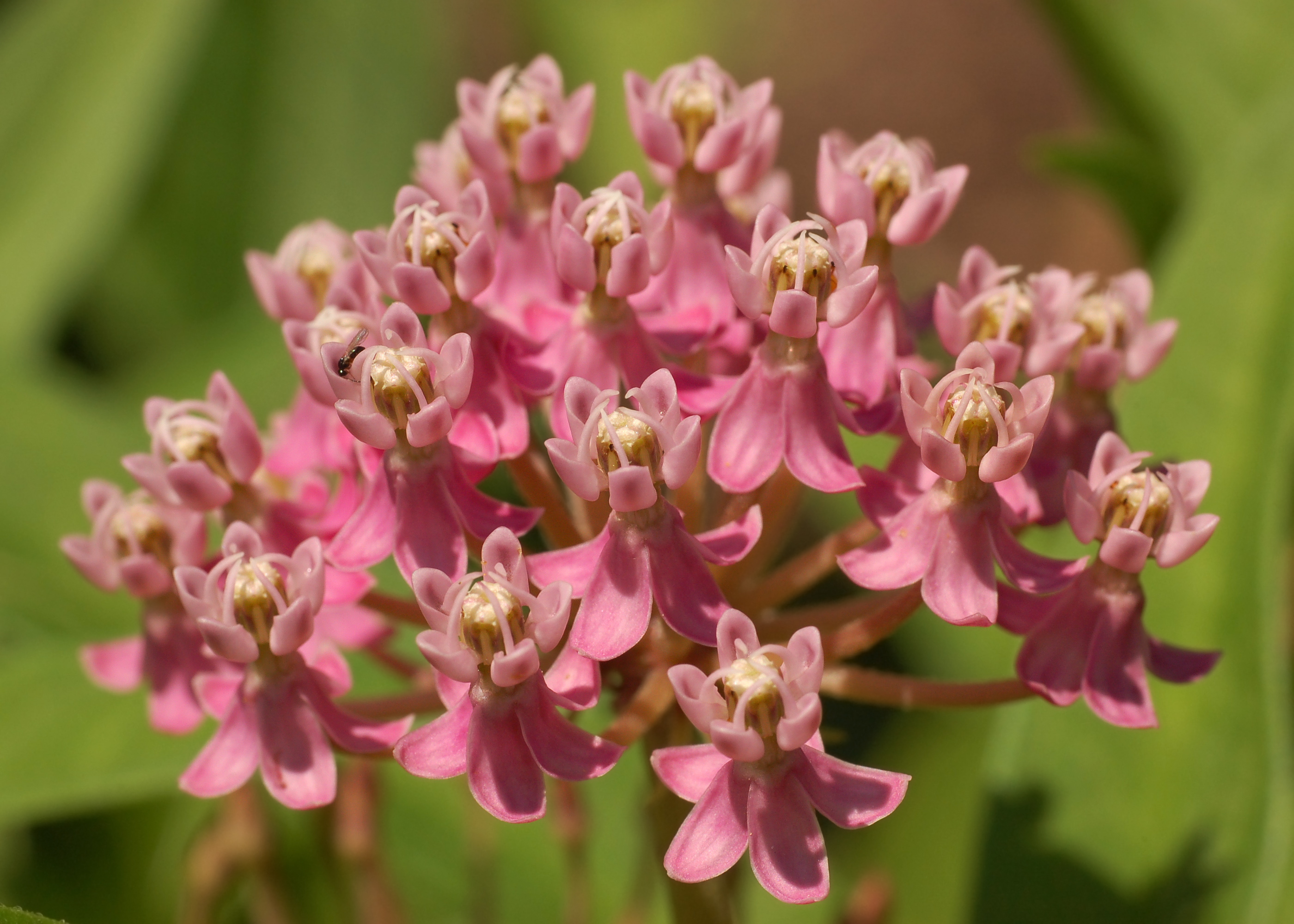
Asclepias incarnata
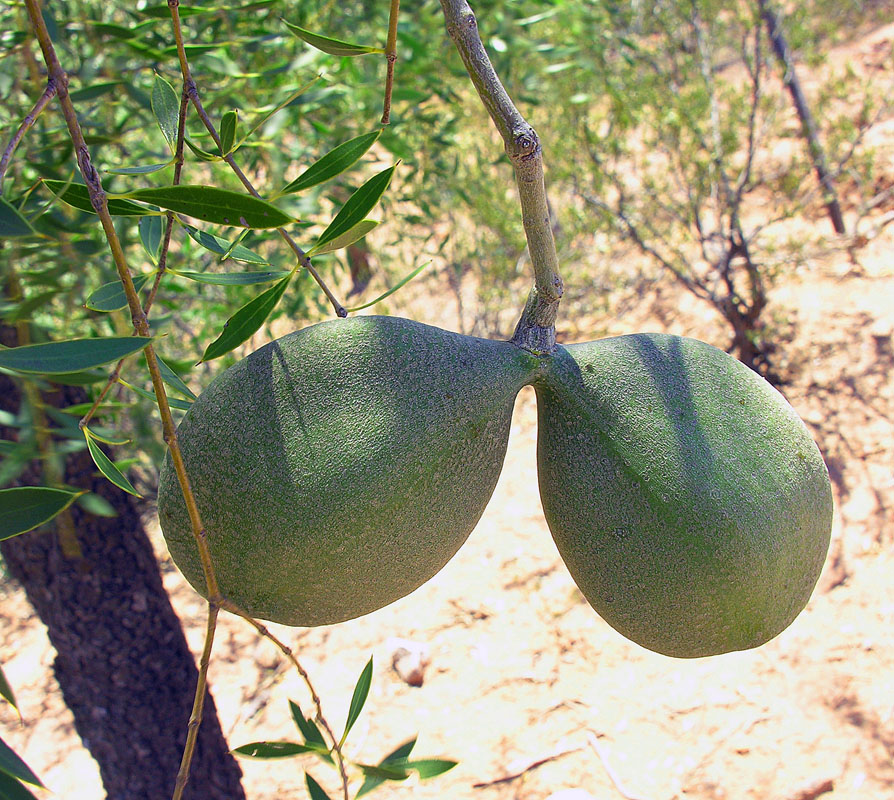
Aspidosperma quebracho-blanco
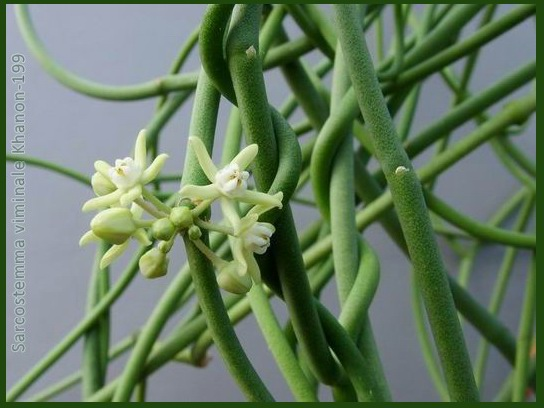
Cynanchum viminale
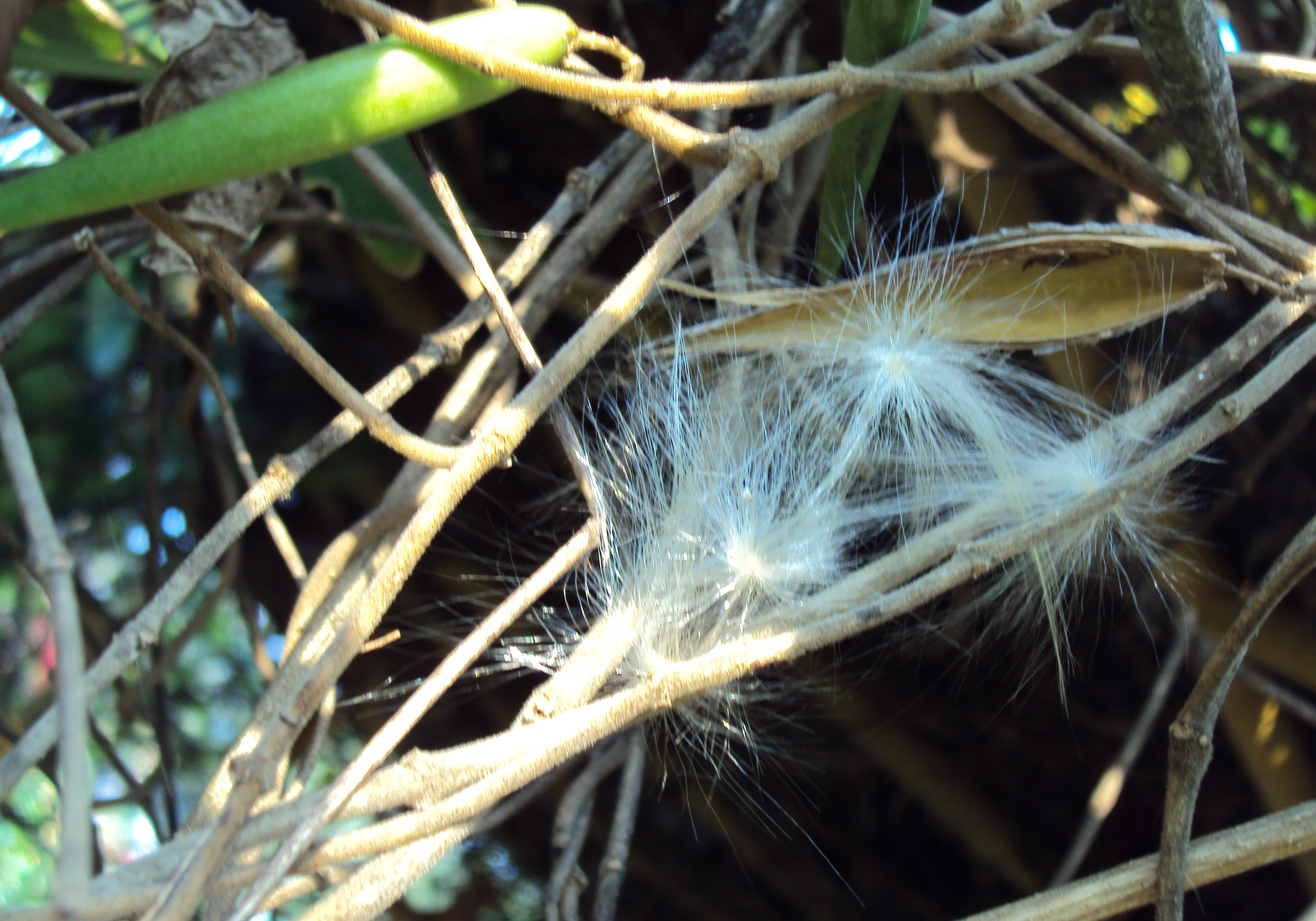
Gymnema sylvestre
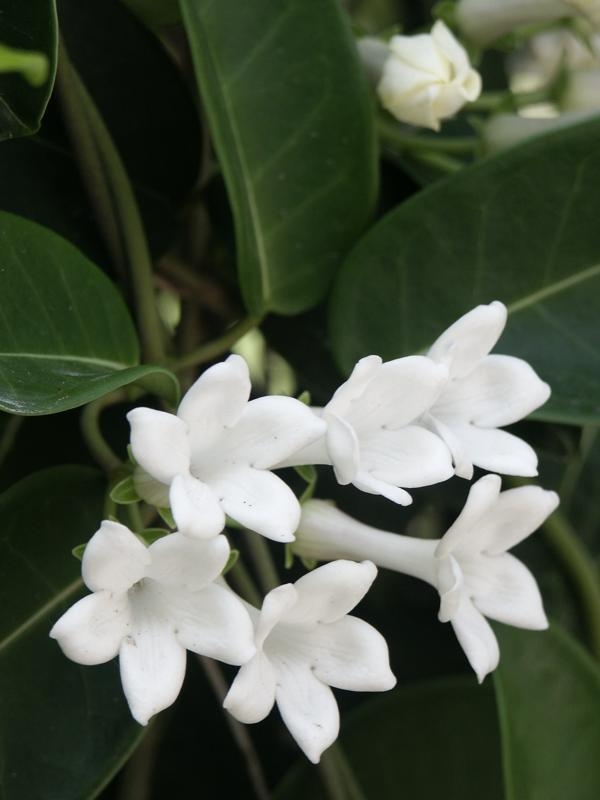
Stephanotis floribunda
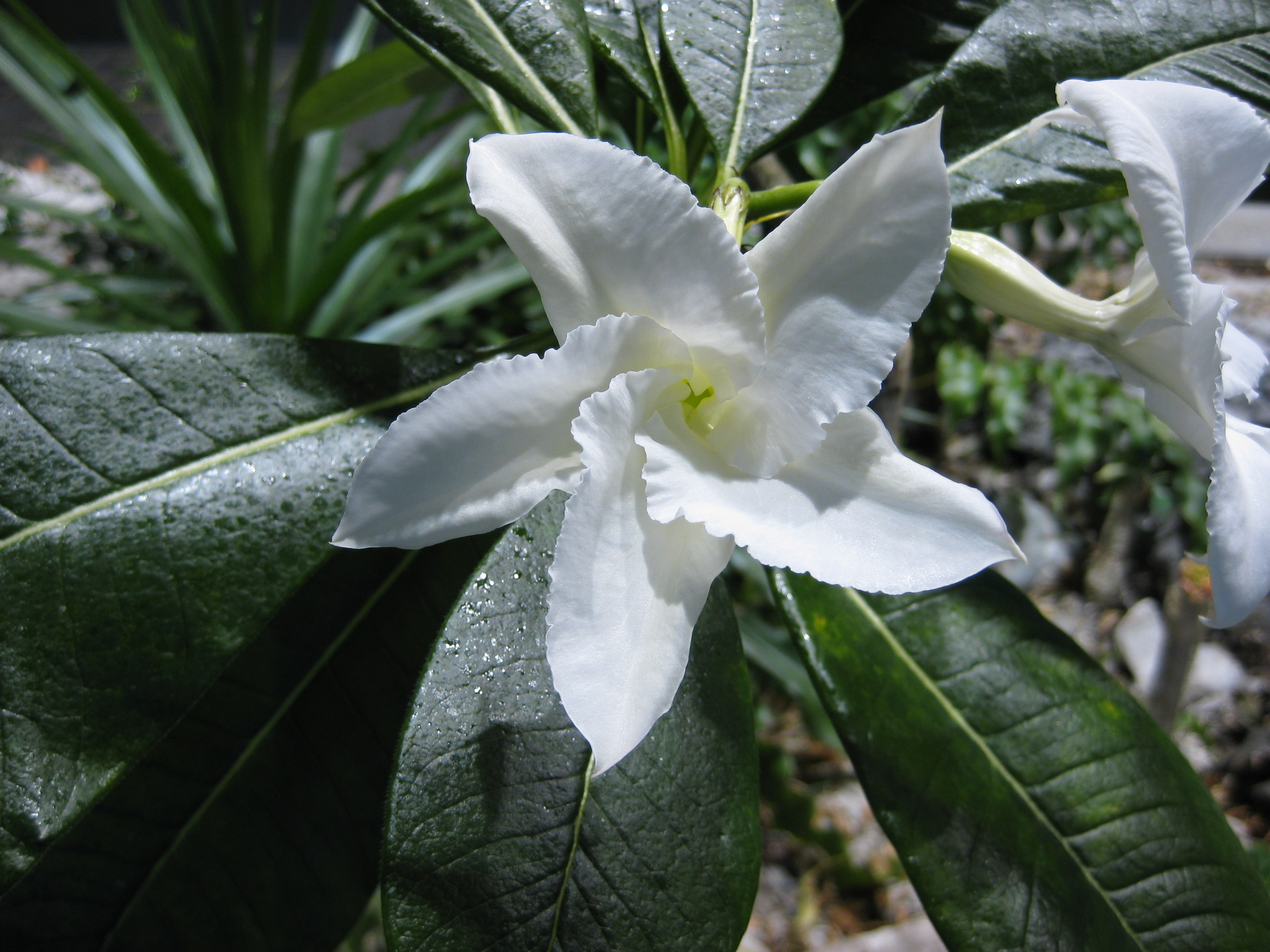
Pachypodium lamerei
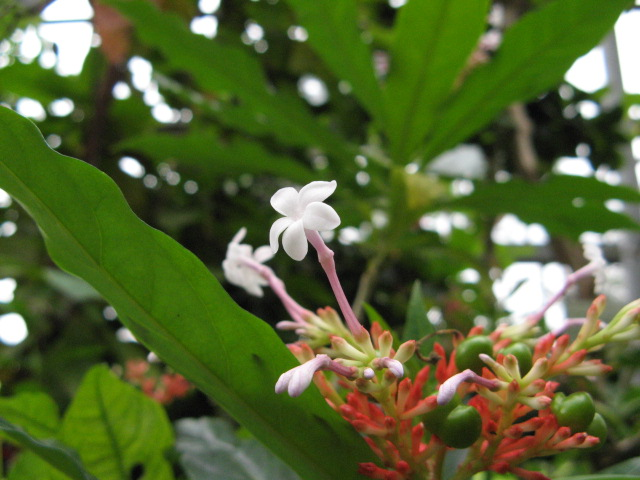
Rauvolfia serpentina
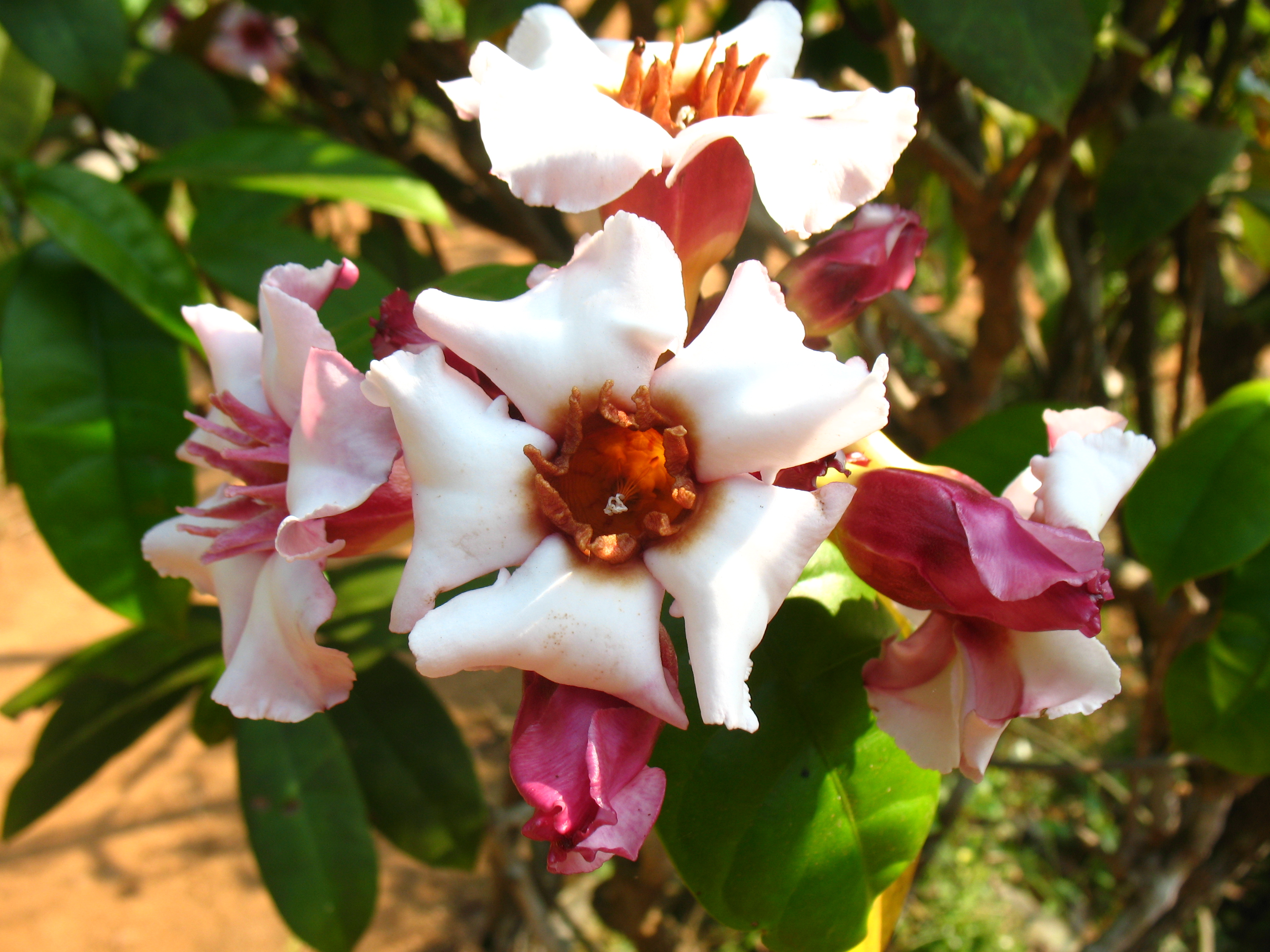
Strophanthus gratus
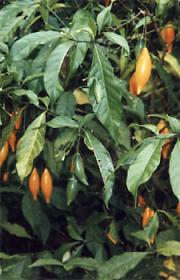
Tabernanthe iboga
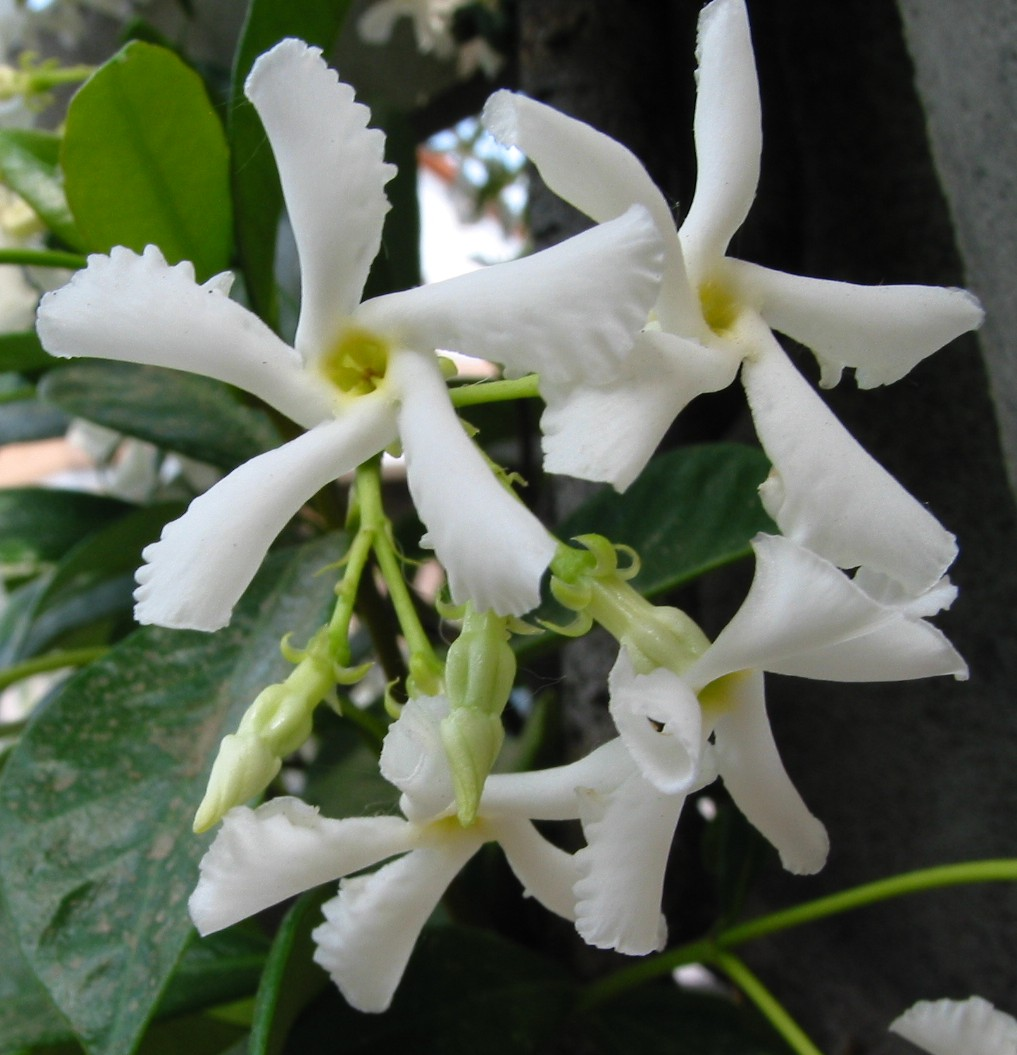
Trachelospermum jasminoides
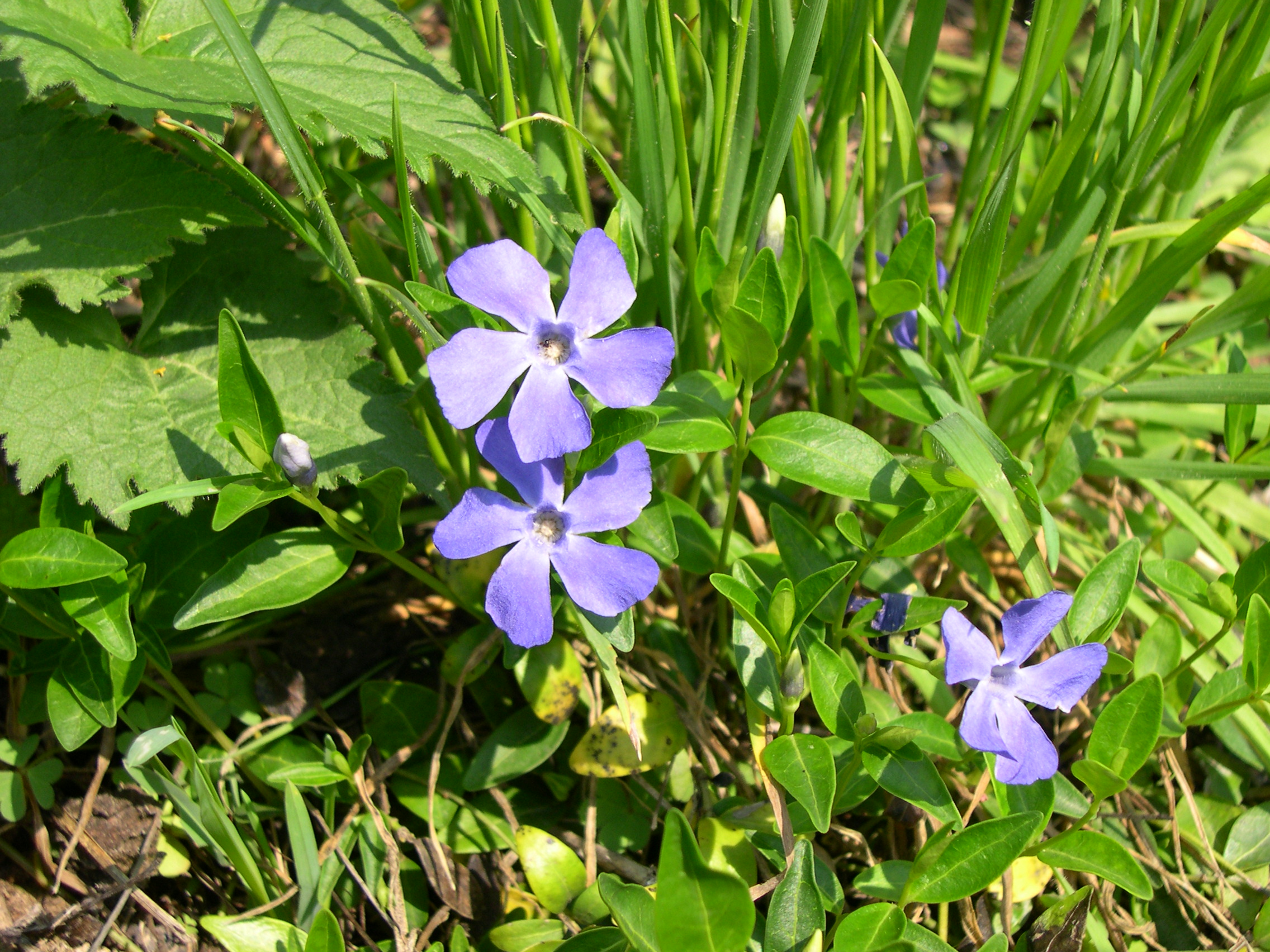
Vinca minor
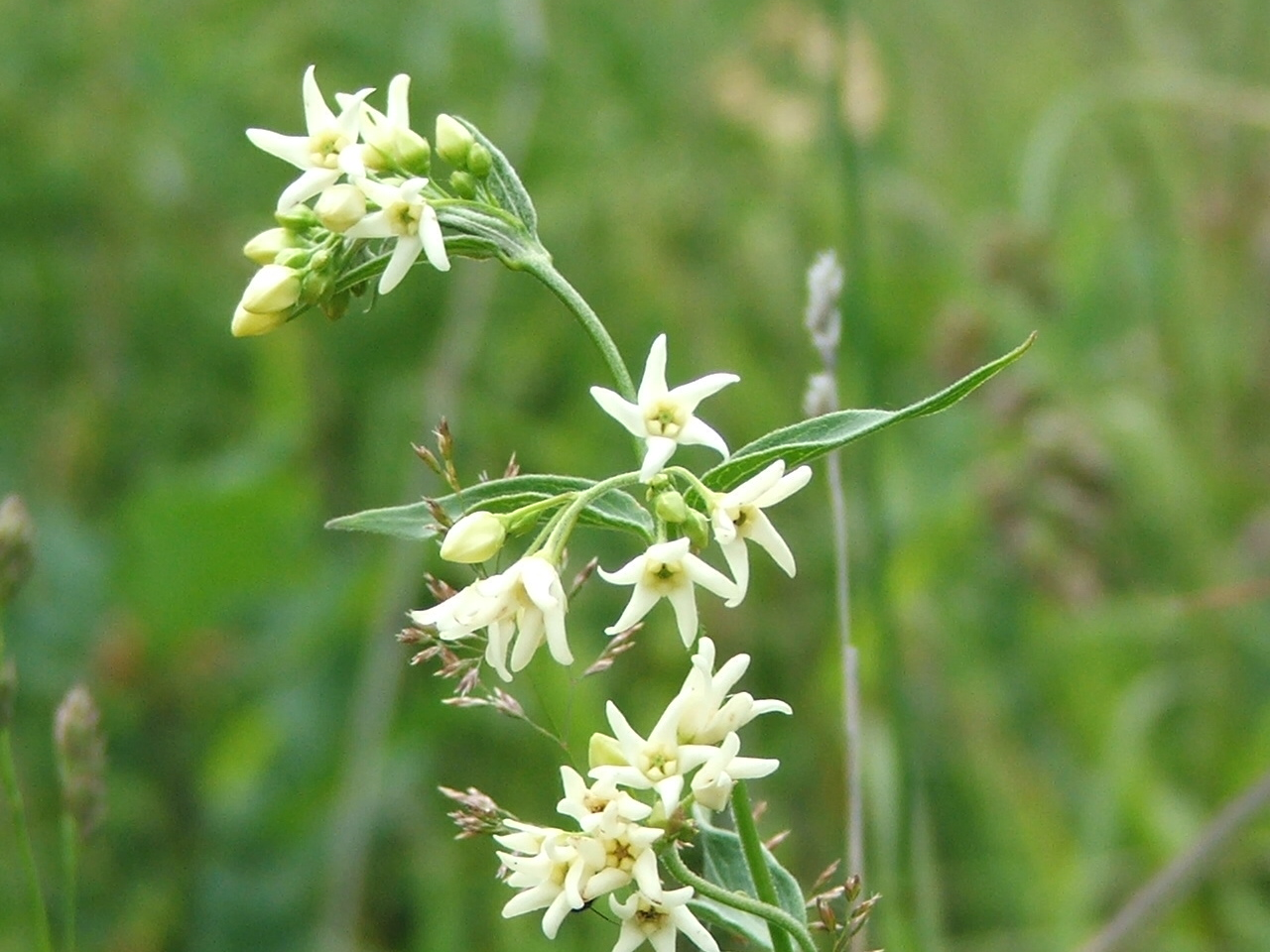
Vincetoxicum hirundinaria

## Usi
- Utilizzo come piante ornamentali. Diverse specie delle Apocinacee possono essere coltivate nelle zone temperate a scopo ornamentale, in piena terra o in vaso, ma gradiscono l'esposizione al sole. Piante d'interesse ornamentale sono ad esempio quelle dei generi Adenium, Plumeria e Pachypodium, di origine tropicale, e lo stesso oleandro, di origine mediterranea.
- Estrazione di gomme o resine. In generale le Apocynaceae sono piante succulente contenenti lattice o resine che hanno impieghi industriali minori. Utilizzati per questi scopi sono ad esempio i generi Carpodinus, Landolphia, Mascarenhasia.[senza fonte]
- Farmacologia. Molte Apocinacee sono ricche di alcaloidi, a volte di elevata tossicità, tali da essere considerate piante velenose. Molte specie sono oggetto di studio o di applicazione nell'ambito della botanica farmaceutica per le importanti proprietà di alcuni principi attivi. Di particolare interesse sono il Catharanthus roseus (Pervinca del Madagascar), specie endemica del Madagascar ma naturalizzata in molte regioni tropicali, le specie del genere Strophantus, la Rauvolfia serpentina. La pervinca del Madagascar contiene diverse decine di alcaloidi, alcuni dei quali trovano impiego per contrastare alcuni tumori, in particolare alcune forme di leucemia[senza fonte]. Lo Strophantus contiene alcaloidi ad azione cardiocinetica, utilizzati oggi come principio attivo puro per il trattamento dell'insufficienza cardiaca[senza fonte]. La Rauwolfia serpentina contiene alcaloidi che possono avere azione sedativa e ipotensiva oppure vasodilatatrice e antispasmodica[senza fonte].
- Alimentazione. Alcune specie hanno impieghi alimentari nelle popolazioni africane. Fra queste si citano i frutti eduli delle Carissa e dell'Acokanthera oblongifolia.[senza fonte]
- Utilizzo come piante tessili. Alcune piante del genere Apocynum sono utilizzate per ricavare fibre tessili simili alla canapa (Apocynum cannabinum o canapa del Canada, Apocynum sibiricum o kendir).[senza fonte]